# Matilde del Santísimo Sacramento
Matilde del Santísimo Sacramento (Saint-Dié-des-Vosges, 31 de diciembre de 1614-París, 6 de abril de 1698) o según su nombre secular Caterina de Bar, también conocida como Matilde de Bar, fue una religiosa francesa, fundadora de las monjas Benedictinas del Santísimo Sacramento.

## Biografía
Caterina de Bar nació el 31 de diciembre de 1614, en el seno de una familia noble del pueblo de Saint-Dié-des-Vosges, en aquel entonces territorio del Ducado de Lorena, antes de la invasión francesa. Profesó como monja de la Orden de la Anunciación de la Virgen María en 1633 y al año siguiente fue elegida abadesa del mismo.
Cuando en 1635 Francia invadió el ducado de Lorena, las monjas anunciatas se dispersaron y Caterina fue acogida en el monasterio de las Benedictinas de Rambervillers, entrando después a formar parte de dicha Orden, tomó el nombre de Matilde del Santísimo Sacramento. Al estallar de nuevo la guerra fue trasladada al monasterio de Montmartre (hoy parte de París), del cual Matilde sale para dar inicio a una nueva congregación religiosa cuyo fin fuese la adoración perpetua, fundó así, el 25 de marzo de 1653, en la rue du Bac en París, las Benedictinas del Santísimo Sacramento.
Matilde del Santísimo Sacramento murió el monasterio de París de su congregación, el 6 de abril de 1698. La causa de canonización se halla en proceso y es considerada por ello una Sierva de Dios.